# یازیهان
یازیهان (به ترکی استانبولی: Yazıhan) یک منطقهٔ مسکونی در ترکیه است که در استان ملطیه واقع شده‌است.